# Ruggiero Giovannelli

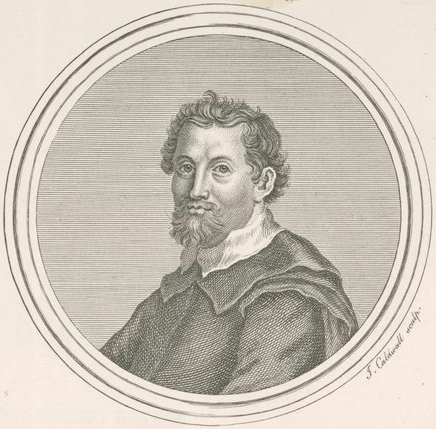
Ruggiero Giovannelli

Ruggiero Giovannelli (* um 1565 in Velletri; † 7. Januar 1625 in Rom) war ein italienischer Sänger, Kapellmeister und Komponist.

## Leben
Giovannelli soll ein Schüler Palestrinas gewesen sein, Belege dafür liegen jedoch nicht vor. Nachdem er zuvor bereits an verschiedenen Kirchen als Kapellmeister tätig gewesen war, übertrug man ihm im Jahre 1594 als Nachfolger Palestrinas die Kapellmeisterstelle der Cappella Giulia am San Pietro, ab 1599 wirkte er als Sänger und Kapellmeister an der Capella Sistina. Er lebte und arbeitete in Rom bis zu seinem Tod im Jahre 1625.
Neben zahlreichen sakralen Werken eher konservativen Zuschnitts schuf er eine Reihe von Motetten, Madrigalen, Villanellen und Canzonetten, die zwar den Einfluss Palestrinas erkennen lassen, aber dennoch den Versuch zeigen, über dessen Stil hinaus eigene musikalische Wege zu gehen; er ist daher nicht nur als Nachahmer seines möglichen Lehrers zu sehen.